# Gekkan Comic Gene
Gekkan Comic Gene (jap. 月刊コミックジーン Gekkan Komikku Jiin) – japoński miesięcznik z shōjo-mangą, wydawany od 15 czerwca 2011 roku nakładem wydawnictwa Media Factory. Jest reklamowany jako magazyn z mangą w stylu shōnen skierowany do dziewcząt. Pierwotnie jego premiera była zaplanowana na kwiecień 2011 roku, jednak została opóźniona o dwa miesiące z powodu trzęsienia ziemi w Tōhoku.

## Wybrane serie
- Aniołowie zbrodni[3]
- Brave 10 S[4]
- Hirano i Kagiura[5]
- Kagerō Daze[6]
- Love of Kill[7]
- Servamp[8]